# Herman Dittmer
Herman Dittmer, född 1683, död 1760, var en svensk militär. Han var bror till Joachim von Dittmer.
Dittmer blev 1704 kaptenlöjtnant vid garnisonsregementet i Narva och fången vid stadens fall samma år. Han återkom först 1722 från fångenskapen, och fick då majors rang. 1735 blev han kapten vid Östgöta infanteriregemente, och användes på grund av sin kunskap i ryska för spionuppdrag vid finska gränsen.

## af Dittmer
Två söner till Herman Dittmer, utan rysk anknytning, adlades med namnet af Dittmer 20 juli 1769 och introducerades 1776 med nummer 2062. Denna ätt fortlevde med sonsöner till de först adlade men utslocknade 1860. En tredje son till Herman Dittmer den äldre förblev i Estland efter att detta tillfallit Ryssland och erhöll ryskt adelskap 1726 med namnet von Dittmer.